# Hermann Lewen
Hermann Lewen (* 1952 in Altrich bei Wittlich) ist ein deutscher Festspielintendant. Er ist Gründer und Leiter des Mosel Musikfestivals (bis 2018).

## Leben
Hermann Lewen wurde 1952 in Altrich geboren. Im Grundschulalter begann seine musikalische Ausbildung als Chorknabe, die er an Klavier und Orgel fortsetzte. Nach dem Besuch der Realschule absolvierte Lewen eine Ausbildung in der Kommunalverwaltung der Stadt Wittlich und der Gemeinde- und Verwaltungsschule Trier. Berufsbegleitende Weiterbildung im Bereich Kommunaler Touristik schlossen sich an. Ab 1974 war er im kommunalen Kultur- und Tourismusmanagement der Stadt Wittlich tätig. 1983 wurde er Leiter des Kur- und Veranstaltungswesens der Stadt Bernkastel-Kues, u. a. zuständig für die Programmierung der Mosellandhalle der Stadt Bernkastel-Kues mit Konzerte/Events der U- und E-Musik. 1988 übernahm Lewen als Geschäftsführer das damals von Stadt und Verbandsgemeinde übernommene Mosel Kino, das er bis 2012 leitete. 
Seit 1989 ist Hermann Lewen Geschäftsführer der kommunalen Kultur und Kur GmbH, deren Aufgabe es ist, das von ihm konzipierte Kurgastzentrum zu betreiben und das Kultprogramm der Stadt- und Verbandsgemeinde Bernkastel-Kues zu planen und durchzuführen.
Hermann Lewen ist Mitbegründer der 1987 gegründeten „Tage alter Chormusik“ in Bernkastel-Kues, bei der bis heute alljährlich exemplarisch alte Chormusik erarbeitet und in Konzerten und Rundfunkproduktionen aufgeführt wird; er ist Mitinitiator des internationalen Orgelwettbewerbs um den Hermann-Schreoder-Preis sowie der Moselfränkischen Mundarttage.
1985 wurde auf seine Initiative das Klassik-Sommerfestival „Mosel Festwochen“ – das heutige Mosel Musikfestival – gegründet, dessen künstlerischer Leiter und Intendant er bis 2018 war.
Seit 2016 ist Hermann Lewen Lehrbeauftragter an der Universität Luxemburg im Studienfach „Kulturwissenschaften und Interkulturalität“.
Mehr als 20 Jahre gehörte er kommunalen Parlamenten an, u. a. dem Stadtrat von Bernkastel-Kues und dem Kreistag des Landkreises Bernkastel-Wittlich; seit 1999 ist er Mitglied der Vollversammlung der IHK-Trier.
Hermann Lewen ist Vater von drei Töchtern und Großvater von derzeit fünf Enkeln.

## Ehrungen
- 2000: Medienpreis „Der kurze Draht“ des Deutschen Journalistenverbandes Bezirk Trier
- 2003: Träger des Tourismuspreises des Hotel- und Gaststättenverbandes Bernkastel-Wittliche
- 2008: Peter-Cornelius-Plakette
- 2011: Verdienstkreuz am Bande der Bundesrepublik Deutschland[3][4]
- 2018: „Ehrenpreis der Stadt Trier für Kultur“